# Hippolyte Pixii

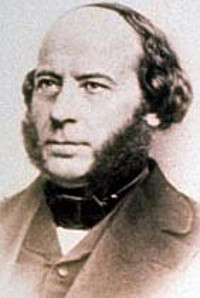
Antoine-Hippolyte Pixii

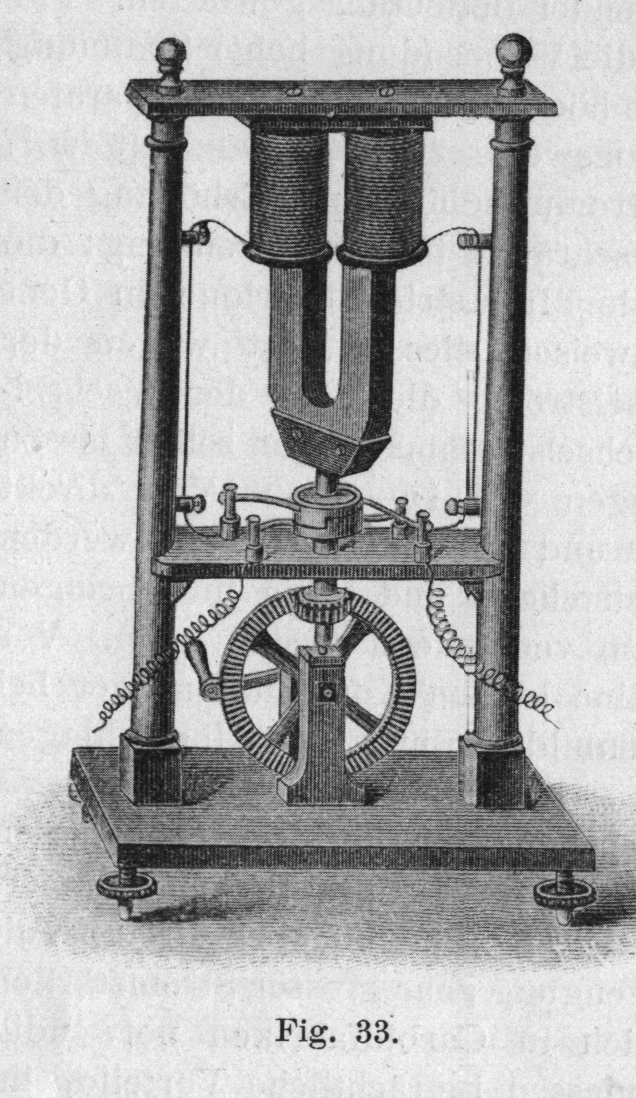
Erste bekannt gewordene magneto-elektrische Wechselstrommaschine, gebaut 1832 von Pixii

Antoine-Hippolyte Pixii (* 1808; † 1835) war ein französischer Instrumentenbauer in Paris. Er baute den weltweit ersten Wechselstromgenerator mit Permanentmagnet.  
Sein Vater war der Instrumentenbauer Nicolas Constant Pixii (-Dumotiez) (1776–1861).
Hippolyte Pixii erlernte den väterlichen Beruf und baute in den 1820er Jahren Instrumente für André-Marie Ampère und Claude Servais Mathias Pouillet. 
1831 hatte Michael Faraday seine magnetelektrische Maschine vorgestellt, eine zwischen den Polen eines Hufeisenmagneten kreisende Kupferscheibe, von der er mit Schleifkontakten Gleichstrom entnahm. 
1832 baute Pixii den ersten Wechselstrom-Generator, basierend auf dem von Faraday entdeckten Prinzip der elektromagnetischen Induktion. Pixiis Gerät enthielt einen von einer Handkurbel angetriebenen rotierenden Magneten, der sich an einer Spule mit Eisenkern vorbeibewegte. Er konnte damit Funken von mehreren Millimeter Länge erzeugen. Jean Nicolas Pierre Hachette berichtete am 3. September der Akademie der Wissenschaften davon, worauf die Akademie Pixii am 19. November den dritten Preis verlieh.
Da Wechselstrom für galvanische Experimente ungeeignet war, baute Pixii 1833 mit einer von Ampère vorgeschlagenen Wippe als Stromwender (Kommutator) den ersten Generator für pulsierenden Gleichstrom. 
Sein Atelier bestand bis 1860.